# Svenska mästerskapen i längdskidåkning 1946
Svenska mästerskapen i längdskidåkning 1946 arrangerades i Skellefteå den 17-24 februari.

## Medaljörer, resultat

### Herrar
| Gren              | Guld                                                          | Guld                                                          | Guld     | Silver                                                       | Silver                                                       | Silver   | Brons                                                         | Brons                                                         | Brons    |
| 15 km             | Nils Täpp                                                     | Sågmyra IF                                                    | 52.35    | Nils Östensson                                               | Hofors AIF                                                   | 53.42    | Nils Karlsson                                                 | IFK Mora                                                      | 53.50    |
| 30 km             | Nils Karlsson                                                 | IFK Mora                                                      | 1.58.17  | Nils Täpp                                                    | Sågmyra IF                                                   | 2.00.40  | Torsten Holmgren                                              | Arvidsjaur                                                    | 2.00.44  |
| 50 km             | Gunnar Karlsson                                               | IFK Umeå                                                      | 3.36.05  | Manfred Sjödin                                               | Kramfors IF                                                  | 3.36.18  | Holger Hägglöf                                                | Västerås IK                                                   | 3.37.29  |
| Stafett 3 x 10 km | IFK Umeå (Gunnar Karlsson, Martin Lundström, Harald Eriksson) | IFK Umeå (Gunnar Karlsson, Martin Lundström, Harald Eriksson) | 1.48.41  | IFK Mora (Gunnar Eriksson, Anders Törnkvist, Nils Karlsson)  | IFK Mora (Gunnar Eriksson, Anders Törnkvist, Nils Karlsson)  | 1.49.37  | Brännans IF (K. G. Näslund, Otto Högström, Karl Pallin)       | Brännans IF (K. G. Näslund, Otto Högström, Karl Pallin)       | 1.51.33  |
| Lagtävling 15 km  | IFK Mora (Nils Karlsson, Gunnar Eriksson, Anders Törnkvist)   | IFK Mora (Nils Karlsson, Gunnar Eriksson, Anders Törnkvist)   | 2.42.41  | Östersunds SK (Alfred Dahlqvist, Arthur Herrdin, Göran Thor) | Östersunds SK (Alfred Dahlqvist, Arthur Herrdin, Göran Thor) | 2.45.03  | IFK Umeå (Harald Eriksson, Gunnar Karlsson, Martin Lundström) | IFK Umeå (Harald Eriksson, Gunnar Karlsson, Martin Lundström) | 2.45.50  |
| Lagtävling 30 km  | IFK Mora (Nils Karlsson, Anders Törnkvist, Gunnar Eriksson)   | IFK Mora (Nils Karlsson, Anders Törnkvist, Gunnar Eriksson)   | 6.06.15  | Lycksele IF (Uno Holmgren, Folke Lindberg, Olle Holmgren)    | Lycksele IF (Uno Holmgren, Folke Lindberg, Olle Holmgren)    | 6.08.23  | IFK Umeå (Gunnar Karlsson, Martin Lundström, Lennart Backman) | IFK Umeå (Gunnar Karlsson, Martin Lundström, Lennart Backman) | 6.09.37  |
| Lagtävling 50 km  | IFK Mora (Nils Karlsson, Anders Törnkvist, Gunnar Eriksson)   | IFK Mora (Nils Karlsson, Anders Törnkvist, Gunnar Eriksson)   | 11.00.36 | IFK Umeå                                                     | IFK Umeå                                                     | 11.01.11 | Skellefteå AIK                                                | Skellefteå AIK                                                | 12.17.45 |

### Damer
| Gren             | Guld                                                      | Guld                                                      | Guld    | Silver        | Silver   | Silver  | Brons           | Brons     | Brons   |
| 10 km            | Margit Åsberg-Albrechtsson                                | IF Friska Viljor                                          | 44.11   | Märta Norberg | Vårby IK | 44.34   | Ulla Mårtensson | Nässjö IF | 45.59   |
| Lagtävling 10 km | Edsbyns IF (Vera Åström-Hålldin, Iriz Larsson, Rut Trygg) | Edsbyns IF (Vera Åström-Hålldin, Iriz Larsson, Rut Trygg) | 2.23.18 | IF Thor       | IF Thor  | 2.26.41 | Vårby IK        | Vårby IK  | 2.31.53 |

### Webbkällor
- Svenska Skidförbundet